# William Robertson Smith
William Robertson Smith (Aberdeenshire, 8 novembre 1846 – 31 marzo 1894) è stato un antropologo e storico delle religioni scozzese contemporaneo di E.B. Tylor, padre dell'etnografia.
Robertson Smith sosteneva che il totemismo fosse la forma di religione originaria e si mise alla ricerca della forma originaria della religione ebraica. Cercò l'elemento tipico di quest'ultima e lo ritrovò nel sacrificio (praticato fino al crollo del tempio di Gerusalemme).
Robertson Smith derivò dalla Bibbia quest'idea del sacrificio come elemento tipico, ma nel libro sacro il sacrificio è citato come elemento già affermato al tempo della sua scrittura e non vi sono spiegazioni riguardo alla sua origine. Per ottenere il prototipo ebraico si devono effettuare comparazioni con le religioni palestinesi, come quelle dei nomadi ad esempio. Queste popolazioni hanno come rituale centrale il sacrificio del dromedario, seguito da un banchetto di condivisione dell'animale.
Il dromedario è un animale fondamentale per la loro sopravvivenza nel deserto ed è l'animale totemico, che rappresenta l'unità sociale del gruppo. Il dromedario non può essere ucciso dai membri del gruppo presi singolarmente, ma solo da tutti quanti congiuntamente. Una volta all'anno quindi si uccide il dromedario che viene cucinato e servito a tutto il gruppo. Questo rituale serve come riaffermazione dell'identità del gruppo, ottenuta appunto tramite la condivisione di una consumazione (sacrificio di consumazione).
Quando Robertson Smith pubblicò il suo libro, individuò quindi l'origine del sacrificio ebraico in quello del dromedario e indicò il sacrificio ebraico (a sua volta risalente a modelli seriori) come all'origine di quello cristiano (secondo l'interpretazione cattolica dell'eucaristia).